# 동방문화재연구원
동방문화재연구원은 문화재의 보호, 관리, 조사, 발굴 및 문화재보존과학 기술개발을 통한 발굴법인과의 유기적인 협력체계를 구축하여 민족문화의 우수성을 전승보급하고 새로운 문화창조에 기여함을 목적으로 2009년 4월 2일 설립된 문화체육관광부 소관의 재단법인이다. 사무실은 충청남도 홍성군 홍북읍 상하천로 24-1, 4층 (유엔아이빌딩)에 있다.

## 주요 사업
- 육상 및 수중문화재의 지표, 발굴조사 및 수중유물인양에 관한 업무
- 문화유적 발굴, 유물의 탐사 및 인양기술 연구개발
- 문화재의 보존과 복원 및 활용방안에 관한 연구
- 문화재 관련 국내외 학술교류
- 문화재 조사연구 전문 인력양성
- 문화재 관련 각종 연구 활동지원사업
- 문화재 관련기관과의 교류 협력사업
- 기타 연구원의 목적 달성을 위하여 필요한 사업